# Ayoub Hmayed
Ayoub Hmayed (ايوب حميد) (né en 1954) est un homme politique libanais.

## Biographie
Ancien Vice-Président du Mouvement Amal dirigé par Nabih Berri, qu’il a rejoint depuis sa fondation en 1978, il est titulaire d’un doctorat en droit de l’Université Libanaise.
Député chiite de Bint-Jbeil depuis 1992, il fut également ministre des Affaires sociales entre 1996 et 1998 et ministre de l’Énergie et de l’Eau entre 2003 et 2004, à chaque fois dans des gouvernements dirigés par Rafiq Hariri. Il est membre du bloc de la Libération et du Développement.
Depuis les élections de 2005, il est président de la commission parlementaire de l’Agriculture et du Tourisme.